# MEPIS
MEPIS was een Linuxdistributie die gebaseerd was op Debian. De distributie werd verdeeld door middel van een installeerbare live-cd.
MEPIS werd gebouwd met programmapakketten uit de onstabiele tak van Debian, de Debian Unstable (behalve versie 6, die gebaseerd was op Ubuntu Linux). MEPIS richtte zich vooral op thuisgebruikers met weinig computer- of Linuxervaring, dit uit zich onder andere in automatische hardwareconfiguratie en het meeleveren van multimediacodecs.

## Soorten
Er bestaat een aantal versies van MEPIS, waaronder SimplyMEPIS, de standaardversie die KDE gebruikt als desktopomgeving, en MEPIS Antix, die bedoeld is voor oudere computers en Fluxbox gebruikt. De recentste versie van Antix is versie 13.2 - deze dateert van 5 november 2013.

## Versies
Onderstaande tabel gaat over SimplyMEPIS.
| Versie  | Verschijningsdatum |
| ------- | ------------------ |
| 2003.8  | 5 september 2003   |
| 2003.10 | 26 november 2003   |
| 2004-06 | 15 december 2004   |
| 3.4-3   | 9 februari 2006    |
| 6.0     | 22 juli 2006       |
| 6.5     | 4 april 2007       |
| 7.0     | 23 december 2007   |
| 8.0     | 23 februari 2009   |
| 8.5     | 30 maart 2010      |
| 11.0    | 3 mei 2011         |